# الباردو
الباردو (به پرتغالی: Albardo) یک سکونتگاه مسکونی در پرتغال است.

## نگارخانه

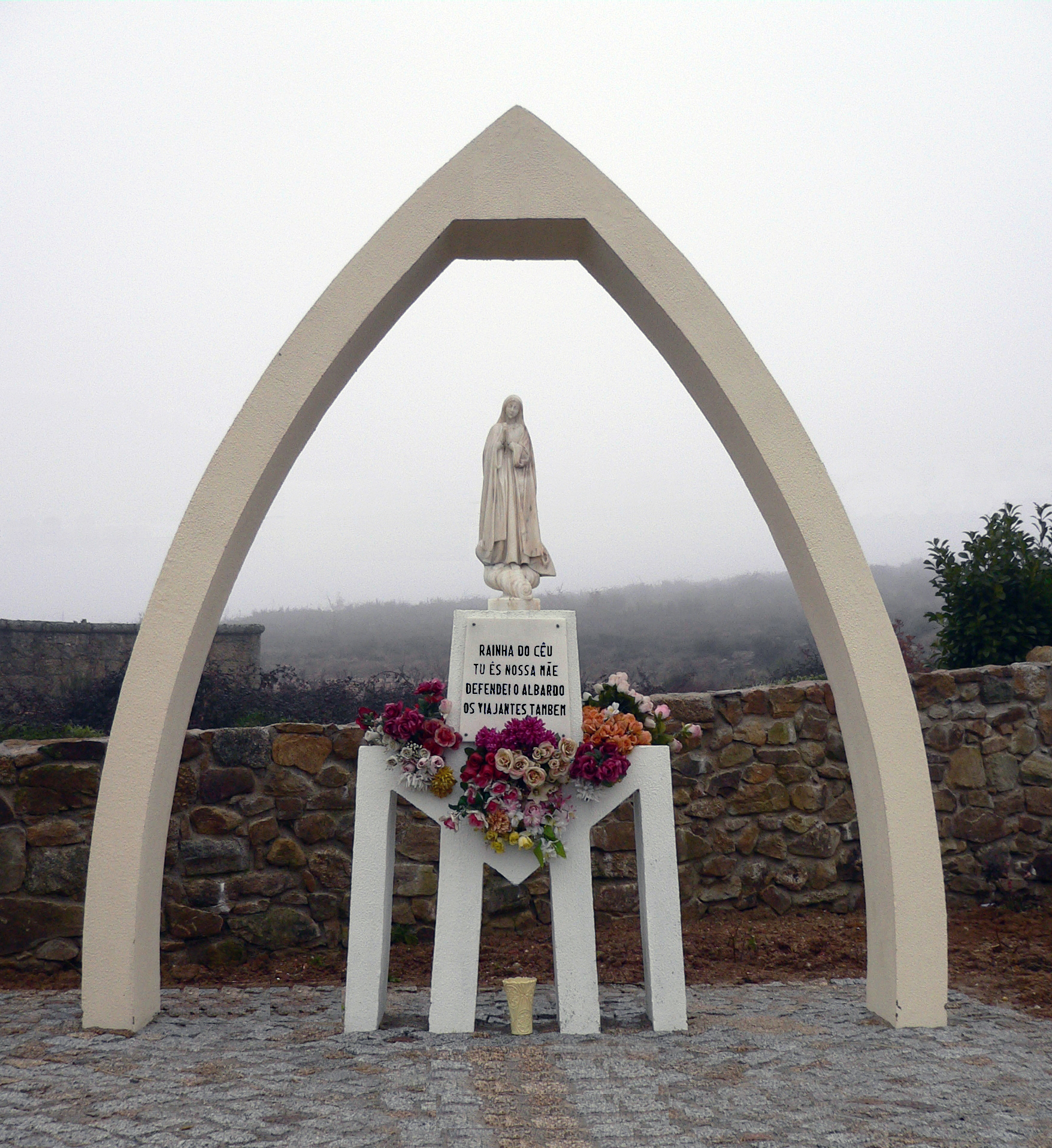
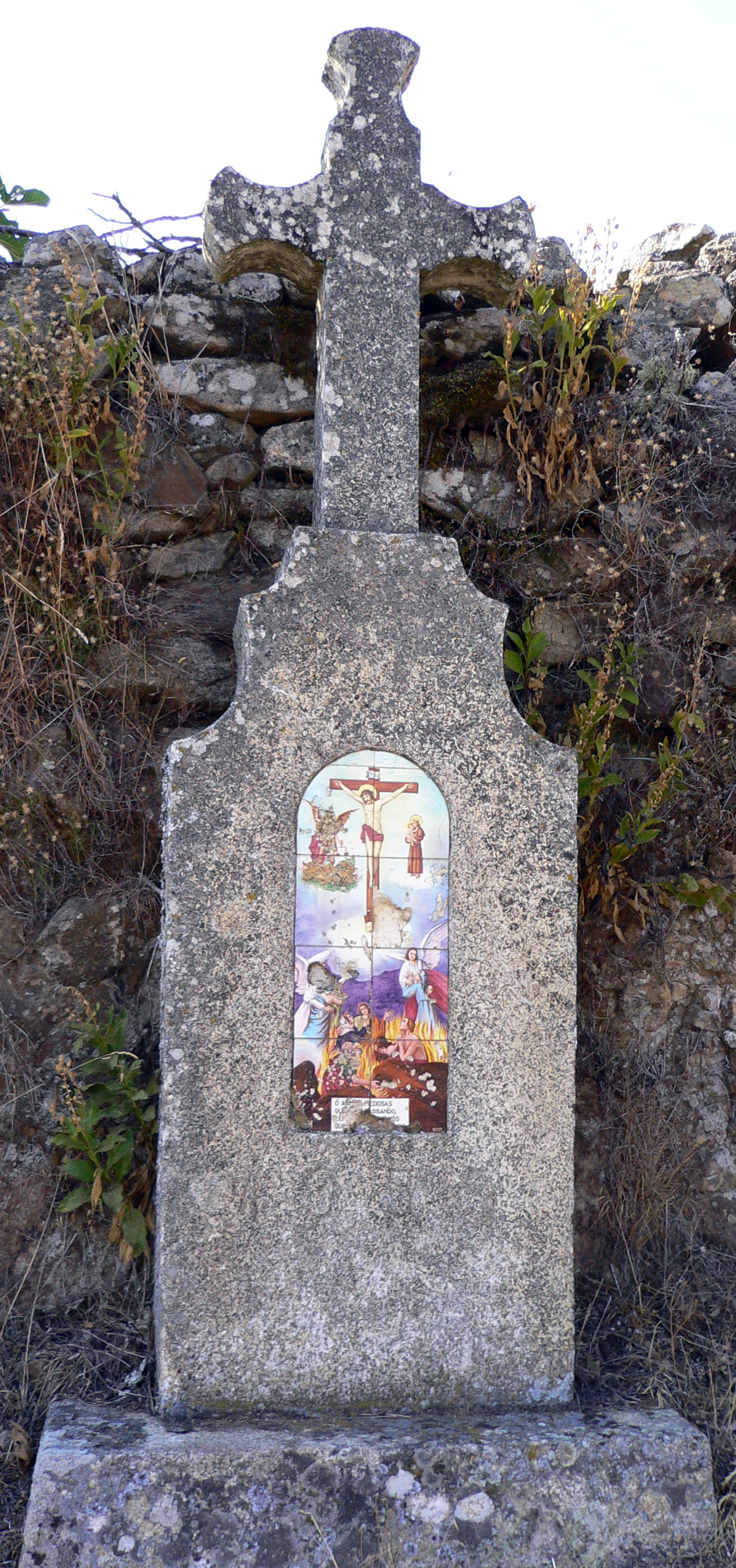
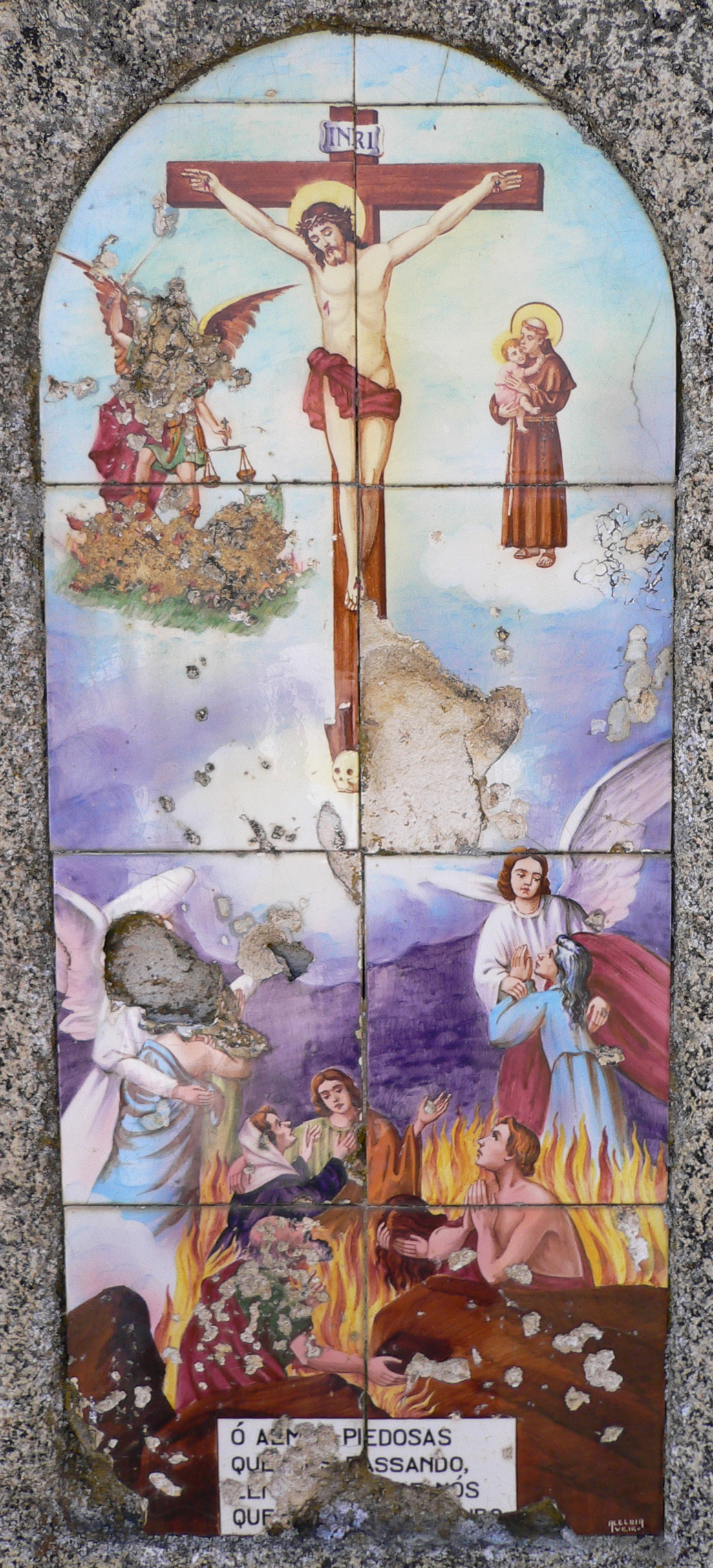
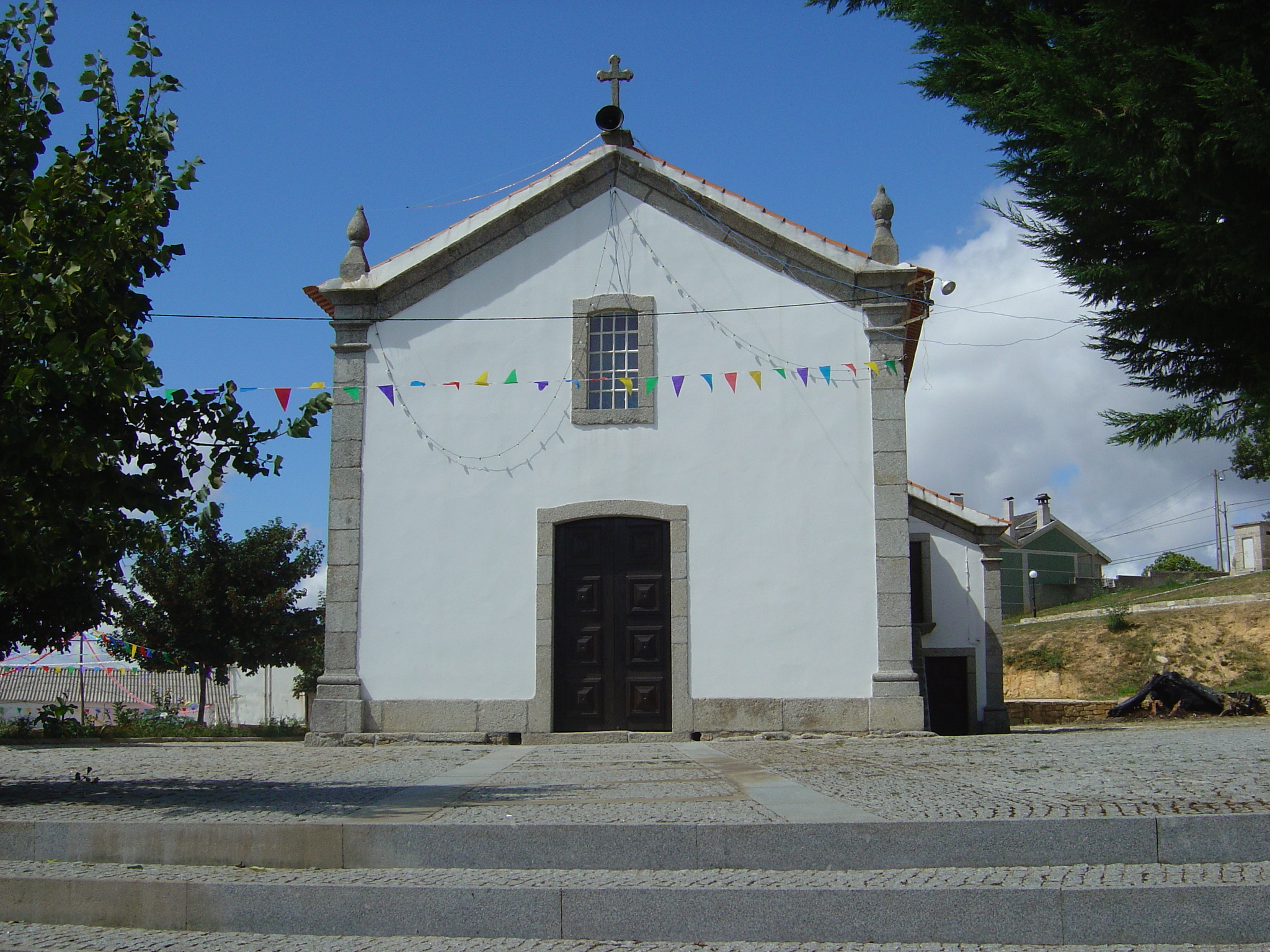
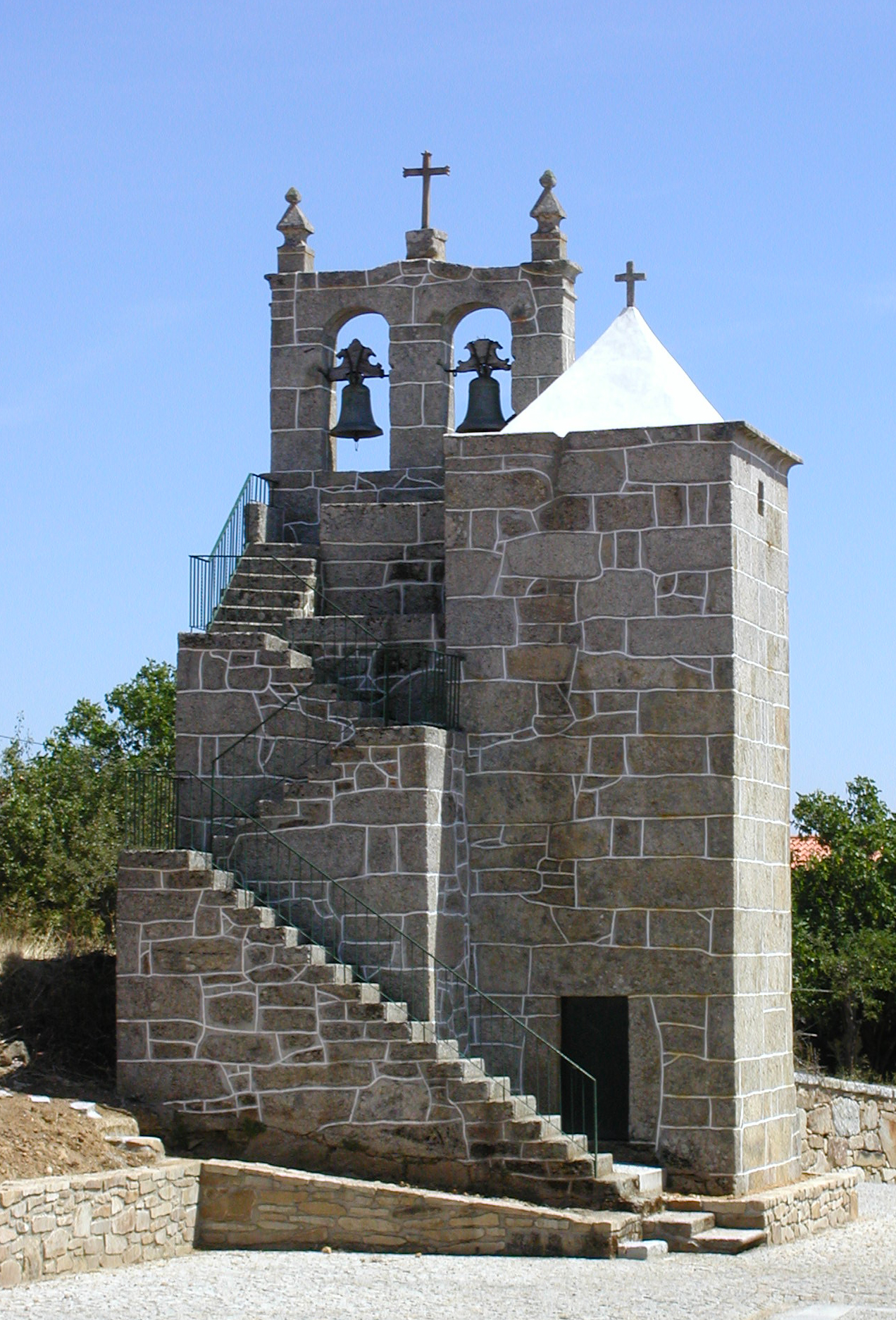
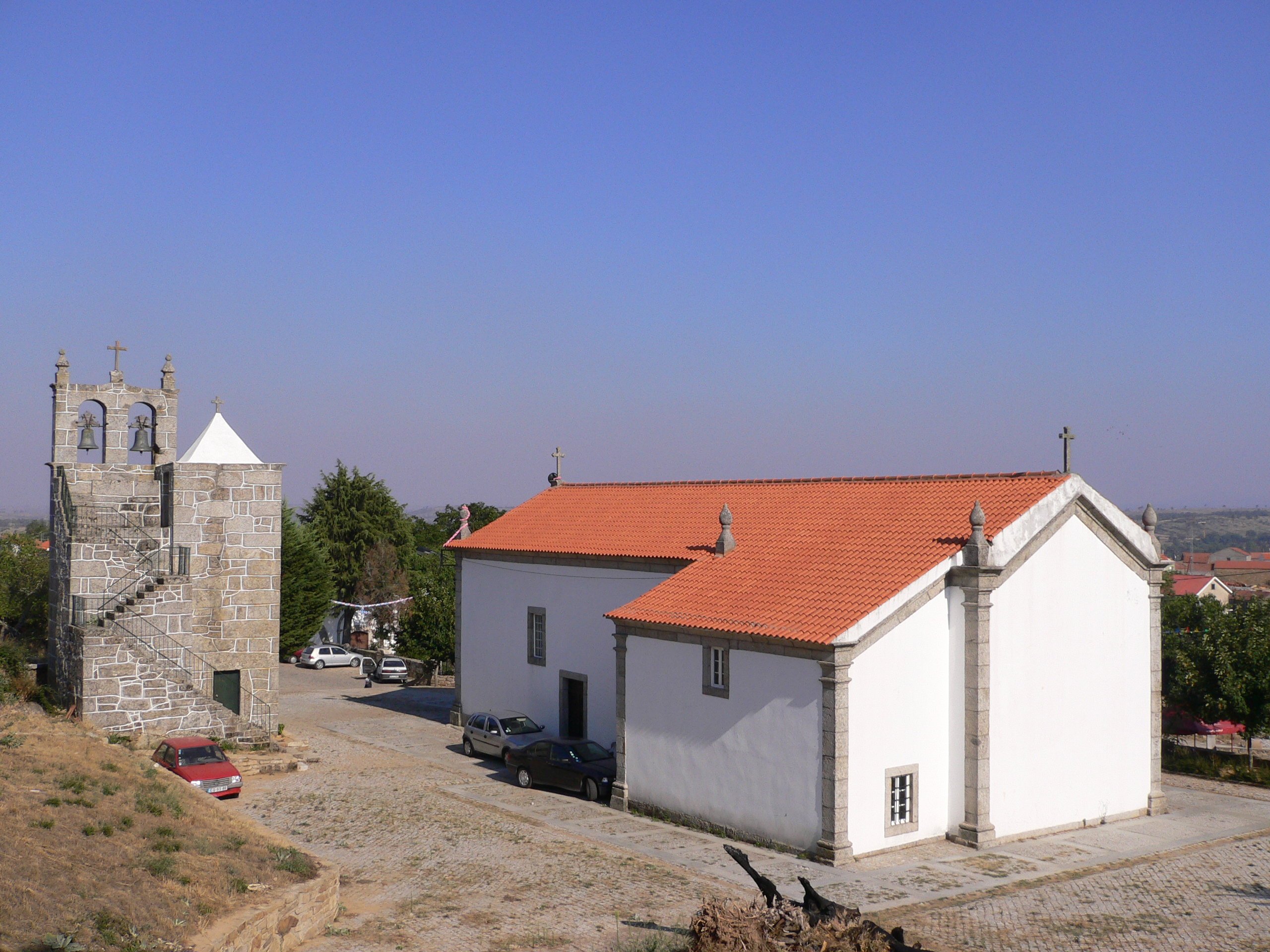
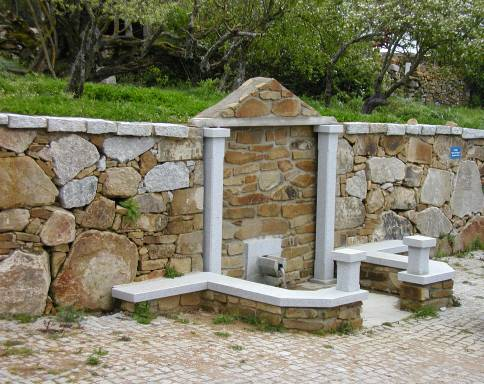
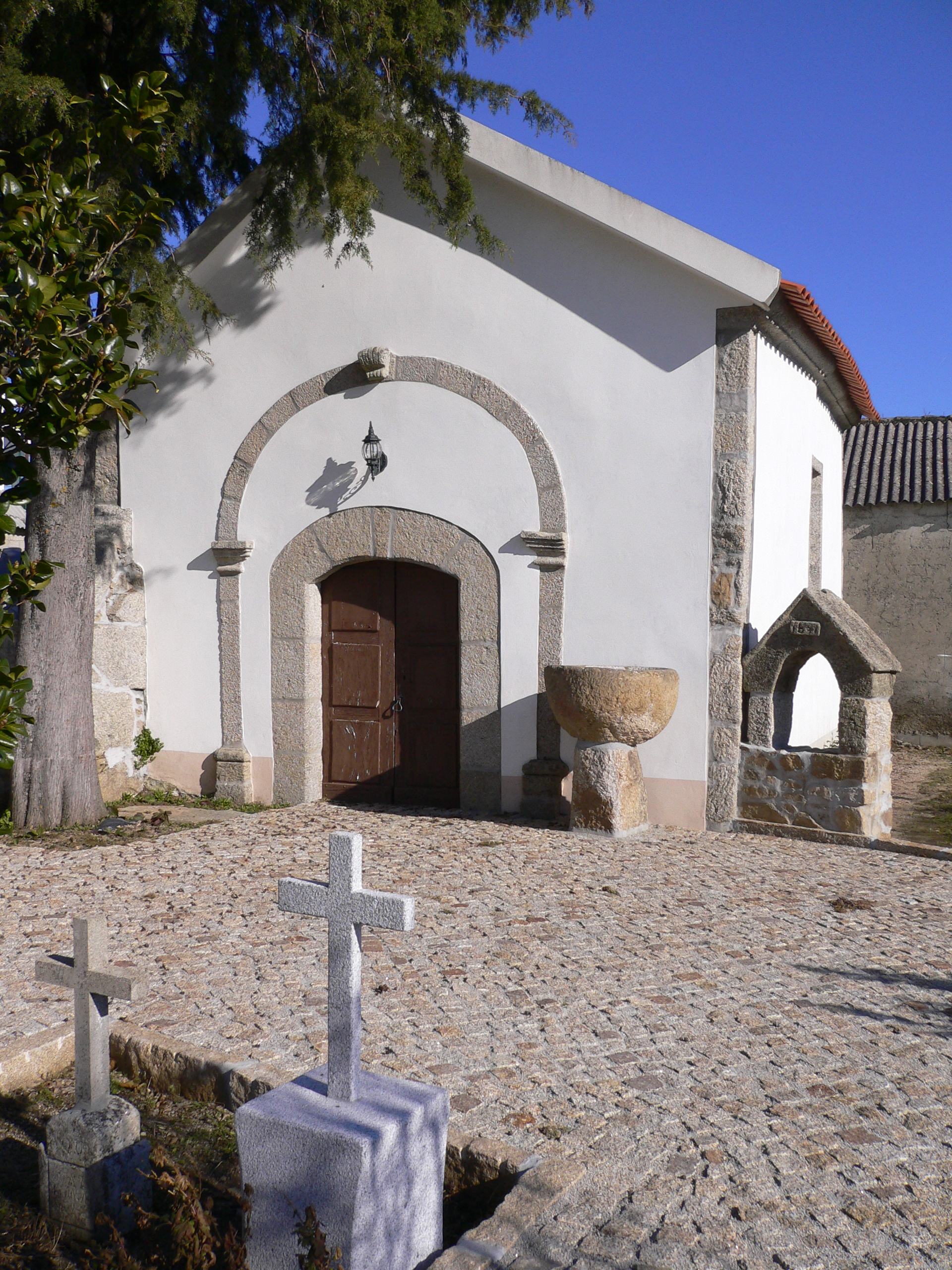
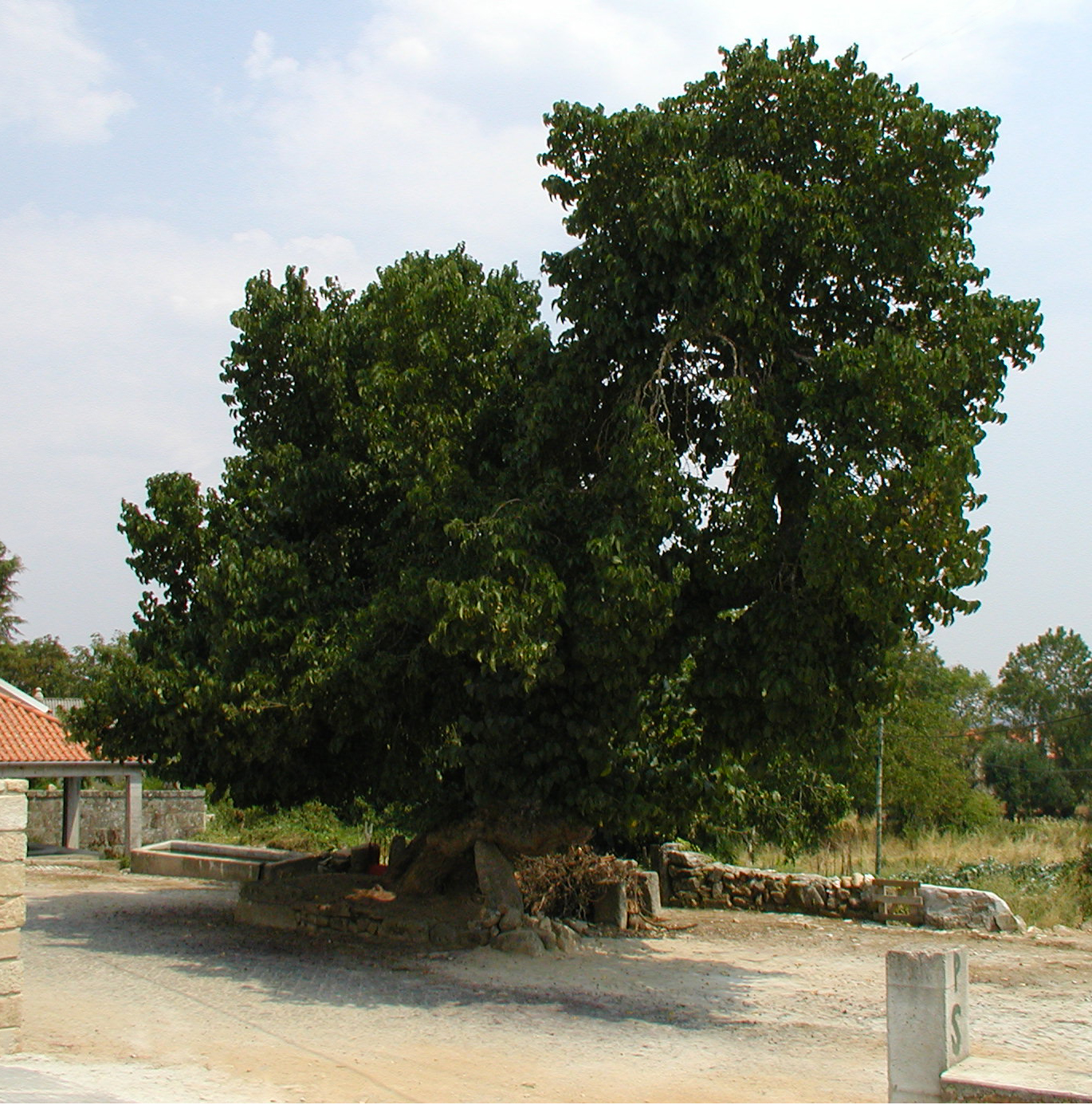
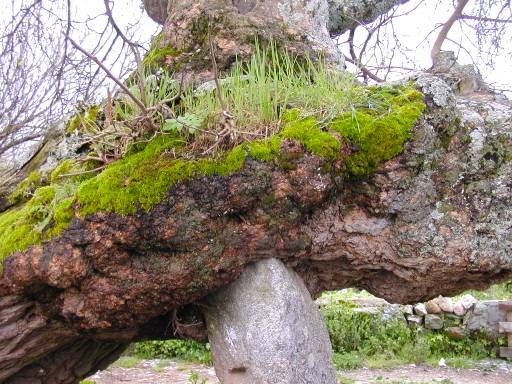
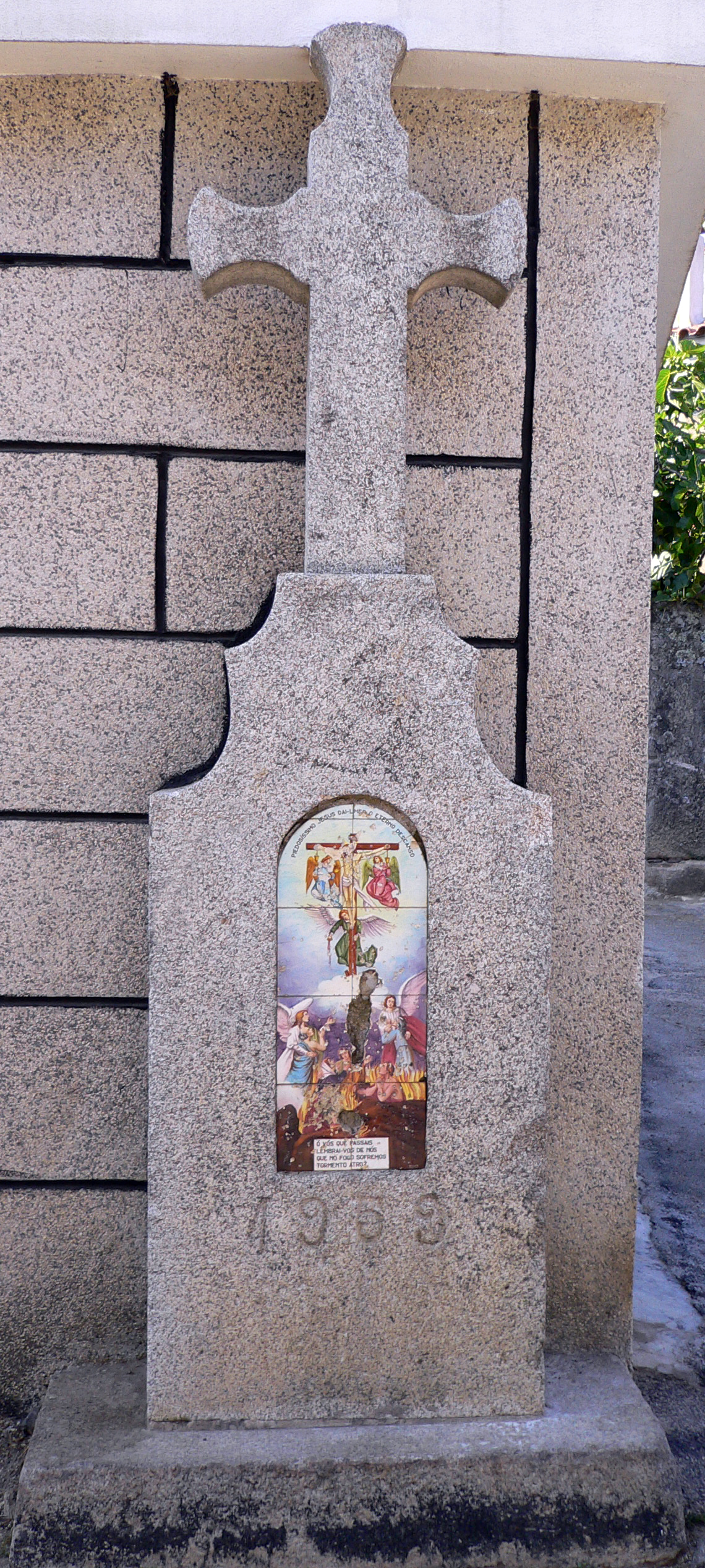

## خصوصیات
الباردو ۱۸۱ نفر جمعیت دارد.